# Lachdenpoch'ja
Lachdenpoch'ja (in russo Лахденпохья?, in finlandese Lahdenpohja) è una città della Russia nella Repubblica di Carelia, che ospita una popolazione di circa 8.000 abitanti; è capoluogo del rajon Lachdenpochskij.
La città è situata sulle rive del fiume Aurajoki, circa 330 km ad ovest di Petrozavodsk, non lontana dal confine con la Finlandia.
Fece parte della località di Jakkima fino al 1924, anno in cui divenne autonomo. Ha poi ottenuto lo status di città nel 1945.